# World in Conflict
World in Conflict es un videojuego de estrategia en tiempo real desarrollado por la empresa sueca Massive Entertainment y publicado en 2007 por Sierra Entertainment para PC. 
El juego se ambienta en 1989, donde la Unión Soviética en vez de caer decide iniciar una Tercera Guerra Mundial. Su primer movimiento es invadir Europa, pero las fuerzas de la OTAN consiguen frenar el avance aunque con muchas dificultades. Pero el panorama da un cambio drástico cuando Rusia decide invadir Estados Unidos, lo que haría perder a Europa su principal aliado y la guerra acabaría decantándose por la victoria soviética. La invasión comienza en la ciudad de Seattle, donde el ejército soviético, oculto en falsos barcos cargueros, doblega la ciudad en un solo día. Las fuerzas norteamericanas se ven obligadas a retroceder ante la inferioridad en fuerzas, pues el grueso del ejército se encuentra en Europa. Desde este primer ataque se desarrollará toda la campaña con referencias y raccontos a los acontecimientos pasados anteriormente en Europa y Estados Unidos.
El jugador puede controlar en el modo campaña a los ejércitos de Estados Unidos y a un conglomerado de naciones europeas miembros de la OTAN (Reino Unido, Italia, Francia, Alemania Occidental). En el modo multijugador también se podrá controlar al ejército soviético. 
Su característica principal es el extraordinario motor gráfico que hasta con ordenadores de gama baja consigue unos efectos de explosión y detalles nunca vistos en el mundo de la estrategia. Además de innovar enormemente en el modo multijugador, donde los jugadores ya no controlan ejércitos enteros, sino un batallón (artillería, caballería, infantería y aire) de un ejército común que es el que componen los batallones de los demás jugadores del mismo bando.
La versión de PC salió a la venta en septiembre de 2007.

## Expansión
Posteriormente, en 2008, fue lanzada la expansión, Soviet Assault, que agrega seis nuevas misiones al juego e introduce personajes del bando soviético, con el cual se jugarán estas misiones. En conjunto, el juego original y la expansión, el jugador obtiene una experiencia intensamente cinemática que permite seguir la historia de todos los personajes como si fuera una película. Soviet Assault posee prácticamente los mismos gráficos que el original, pudiendo aprovechar nuevas unidades aunque con un funcionamiento casi igual. Sigue siendo muy impresionante el desarrollo de las explosiones y los demás efectos, que incluso con una placa NVidia G-Force 6100 son soportados más que satisfactoriamente.
- Datos: Q664538